# Hemiphracta
Hemiphracta es un género de escarabajos  de la familia Chrysomelidae. En 1902 Weise describió el género. Contiene las siguientes especies:
- Hemiphracta clavicornis (Karsch, 1881)
- Hemiphracta lurida (Allard, 1890)